# PZL P.11
El PZL P.11 (apodado Jedenastka - La Once) fue un caza diseñado por Zygmunt Pulawski y construido por la firma Państwowe Zaklady Lotnicze (P.Z.L.) permaneciendo en servicio con las fuerzas aéreas polacas desde 1935 hasta el fin de la invasión de Polonia en 1939.

## Historia y desarrollo

### Orígenes
La historia del PZL P.11 comenzó en 1929, cuando el ingeniero aeronáutico polaco Zygmunt Puławski comenzó a trabajar en el diseño de un caza monoplano de estructura y revestimiento metálico. Antes de esto, la actividad de la industria aeronáutica polaca se había concentrado en la producción bajo licencia de aeronaves de diseño extranjero, en particular modelos franceses; adicionalmente, estos típicamente tenían estructuras de madera, por lo que el enfoque de una construcción completamente metálica de Puławski representó un cambio considerable para la industria polaca.
Según el autor de aviación Wiltold Liss, el diseño inicial producido por Puławski, designado como PZL P.1 , poseía múltiples similitudes con los diseños de aviación franceses contemporáneos de la época; estas se pueden atribuir al propio Puławski, que había recibido una gran parte de su educación técnica en Francia (trabajó en la firma Breguet Aviation ) solo unos años antes. El P.1 también presentó una serie de originales innovaciones, incluido el diseño característico de ala monoplana. Mientras que la mayoría de las fuerzas aéreas de aquel entonces aún usaban biplanos, el P.1 usó un ala de tipo gaviota montada a gran altura, lo que proporcionó al piloto un campo de visión superior.
Durante agosto de 1929, el primer prototipo realizó su primer vuelo, demostrando su excelente desempeño entre sus pares, incluidos el británico Bristol Bulldog y el francés Dewoitine D.27 en una competencia aérea internacional celebrada en Bucarest, Rumanía. El diseño generó interés en todo el mundo; la atención fue tal que el tipo de configuración alar se hizo comúnmente conocida como "ala polaca" o "ala Puławski"; consistía en una estructura de duraluminio de dos espadas, completa con remaches costillas a los largueros y el revestimiento; el exterior del ala estaba cubierto por una fina lámina de duraluminio  corrugado, mientras que los alerones ranurados tenían una cubierta textil.

### Desarrollo
Sin embargo, el Ministerio de Guerra polaco se opuso al uso en el avión del motor lineal Hispano-Suiza V12 construido con licencia, alegando una practicidad insuficiente y motivos económicos. En consecuencia, un segundo prototipo, que fue designado como P.6, se completó el año siguiente. Esta revisión presentó varias desviaciones de la idea original de Puławski, la más importante, la adopción de un motor radial en lugar de la idea original, sin embargo, durante las pruebas, el motor del P.6 estuvo plagado de problemas de sobrecalentamiento.
Tras el decepcionante rendimiento del P.6, se desarrolló un diseño mejorado, designado como PZL P.7 . Según Liss, esta revisión representó el precursor más significativo del P.11. El P.7 fue puesto producción en serie, habiendo sido ordenado para la Fuerza Aérea Polaca, que finalmente optó por adquirir 150 del tipo.
La instalación del motor radial Bristol Jupiter en el PZL P.7 disminuyó el excelente campo de visión para el piloto que se había conseguido en el PZL P.1 con su estrecho motor lineal V-12, y para mejorar esta situación se propuso la introducción de un motor radial Bristol Mercury de un diámetro más reducido que el del Jupiter que propulsaba al PZL P.7a. La construcción de prototipos comenzó a principios de 1931. Después de la muerte de Puławski en un accidente de aviación en marzo de 1931, el trabajo sobre el desarrollo de los cazas tipo P fue continuado por el ingeniero Vsevolod Yakimiuk. Esta versión del caza fue designada PZL P.11, pero retrasos en la entrega de un motor Mercury desde la factoría Bristol causaron que el prototipo P.11/I fuera volado inicialmente en agosto de 1931, con un motor Jupiter IX.ASb de 515 cv construido con licencia por Gnome et Rhône .
En diciembre de 1931, el avión realizó una gira promocional en Rumanía, y ese mismo mes participó en el Concurso de Aviones de Caza en Estambul, donde destacó entre los modelos Curtiss, Letov Š-31 y Dewoitine D 53 . En noviembre de 1931 se completó el segundo prototipo PZL P.11/II con el motor Bristol "Mercury IVA". Sin embargo, ante problemas con el motor, no fue volado hasta diciembre de 1931. En julio de 1932 fue enviado a la III Reunión Aérea Internacional en Zúrich, donde a los mandos del piloto militar y acrobático Jerzy Bajan consiguió el segundo puesto.
La primera variante del P.11 que ordenó la Fuerza Aérea de Polonia fue la P.11a . Desde el principio, este modelo solo fue considerado como un modelo interino, por lo que se construyó solo una corta serie de treinta. Básicamente similar al P.7, el P.11a estaba propulsado por el motor radial Bristol Mercury IVS.2 de 575 hp (429 kW), producido en Polonia bajo licencia. Al completar la orden por el P.11a, PZL inmediatamente se dispuso a establecer la producción de un modelo mejorado al que se designó P.11c.
El P.11c sería la variante principal (y última) del tipo en servicio en la Fuerza Aérea Polaca. Las primeras unidades empezaron a ser entregadas a los escuadrones de caza a finales de 1935. Presentaba la adopción de un fuselaje nuevo y refinado; un cambio importante que consistía en la reubicación del motor para que estuviera más abajo en el morro del avión, lo que tenía la ventaja de proporcionar al piloto una mejor visibilidad exterior. La parte central de las alas también se modificó. En 1934 comenzó la producción del P.11c y hacia 1936, se producían a razón de 25 cazas por mes; en total se construyeron 175 aviones hasta que finalizó su producción en 1937. La primera serie de aproximadamente 50 aviones P.11c se equiparon con Mercury VS.2 de 600 hp (447 kW), el resto con Mercury VIS.2 de 630 HP (470 kW).
Además de Polonia, Rumania mostró interés en el nuevo diseño. Incluso antes de que el P.11a entrara en servicio con la Fuerza Aérea de Polonia, se ordenaron 50 aviones, designados como P.11b para la Fuerza Aérea Rumana, y se llegó a un acuerdo para la producción bajo licencia. Las entregas a Rumanía de los aviones construidos en Polonia comenzaron en octubre de 1933. Se equiparon con motores Gnome-Rhone 9Krsd Mistral de 595 hp (444 kW), por lo demás, eran similares al P.11a. Cuando apareció el desarrollo P.11c, los rumanos decidieron cambiar la producción de la licencia al nuevo modelo. Como resultado, desde 1936 la firma Industria Aeronautică Română (IAR)  construyó 70 aviones como  IAR P.11f, impulsado por el motor rumano IAR-K-9, que era una versión muy modificada del Gnome-Rhône 9K dando 640 hp (480 kW). Los rumanos más tarde produjeron otro caza polaco, el PZL P.24 , desarrollado a partir de P.11 exclusivamente para exportación. Las fuerzas aéreas de Grecia, Portugal, Yugoslavia, Turquía y la República Española estuvieron interesadas en comprar el P.11, pero finalmente, solo Bulgaria, Grecia y Turquía compraron el P.24 en su lugar.
Las entregas de P.11c a los escuadrones de caza polacos finalizó casi completamente a últimos de 1936 y, al estallido de la II Guerra Mundial, 12 escuadrones contaban con él. En la lucha, los PZL P.11c reclamaron la destrucción de 126 aviones enemigos contra la pérdida de 114 aparatos propios.

## Diseño
El PZL P.11 era un avión de caza innovador a principios de la década de 1930, que poseía alas de gaviota montadas a gran altura, así como una estructura completamente metálica cubierta de metal. También poseía varias características relativamente convencionales para la época, como el uso de un tren de aterrizaje  fijo. En términos de armamento, el P.11 estaba equipado con un par de ametralladoras de 7,92 mm  sincronizadas montadas a los lados del fuselaje; según los informes, alrededor de un tercio de todos los cazas modelo P.11c fueron provistos de dos ametralladoras adicionales fijadas en las alas; también podía ser instalada una foto ametralladora. En términos de bombas, el P.11c podría transportar hasta cuatro de 12,5 kg, mientras que el modelo anterior P.11a no fue provisto para transportar ninguna.
El P.11 fue impulsado por una serie de diferentes motores radiales, estos incluyen el Bristol Mercury IVS.2 (normal: 525 cv (391 kW), máximo: 575 cv) del P.11a, el Gnome-Rhone 9Krsd (550 CV) , máx .: 595 hp) del P.11b, el Bristol Mercury VS.2 (565 hp, máx .: 600 hp) o alternativamente el Mercury VIS.2 (590 hp, máximo: 630 hp) del P.11c : y finalmente el Gnome-Rhone 9Krse (50 hp, máximo: 610 hp) en el P.11f, la última versión de este caza. Independientemente del motor utilizado, la unidad se montaba sobre amortiguadores de vibraciones de goma dentro de la bahía de motor montada hacia adelante y con una hélice de madera bipala de paso fijo fabricada por la empresa polaca Szomanski.
El P.11 tenía una cabina abierta con un parabrisas de plexiglás . La instrumentación incluía un conjunto de indicadores de navegación y control del motor; mientras que muchos de estos componentes estaban fabricados en Polonia, una excepción notable fue la brújula de fabricación alemana. El equipo de seguridad incluía una disposición de varios mamparos cortafuegos, una pistola de señales y tanques de oxígeno para el piloto. Solo unos pocos P.11 fueron provistos con equipo de radio, lo que llevó a los pilotos a depender de señales manuales y maniobras preestablecidas para comunicarse entre sí.
El fuselaje totalmente metálico del P.11 se combinó con un ala montada en el hombro con doble brazo (que también era completamente metálica) a través de soportes situados en la parte superior del primer y segundo bastidor del fuselaje. El ala y la cola emplearon técnicas de construcción similares, haciendo uso de remaches de tipo Daude, un exterior de lámina de duraluminio corrugado y puntales y placas de duraluminio sólido para reforzar el conjunto. El tren de aterrizaje compuesto en forma de V con puntales simplificados y amortiguadores oleoneumaticos (incluyendo el patín de cola) arriostrados con alambre de acero.
El P.11 presentaba un tanque de combustible interno ubicado dentro del fuselaje que podría desecharse en caso de incendio u otra emergencia. Un defecto de alto perfil estuvo presente en la construcción de los primeros tanques de combustible, en un principio fabricados por un subcontratista independiente; los tanques se remacharon y se cubrieron con un agente de sellado a base de resina; sin embargo, esta técnica daría lugar a que las juntas se degradaran rápidamente a causa de las vibraciones. Un esfuerzo inicial para cambiar a uniones soldadas fue catastrófico, ya que se determinó que fue responsable de fallos al principio de la vida útil del P.11. Tras la decisión de algunos clientes de rechazar la aceptación del avión completo utilizando este tipo de junta debido a estas fallos, PZL realizó pruebas exhaustivas para evaluar técnicas alternativas, lo que provocó que el problema se eliminara por completo.

## Historia operacional

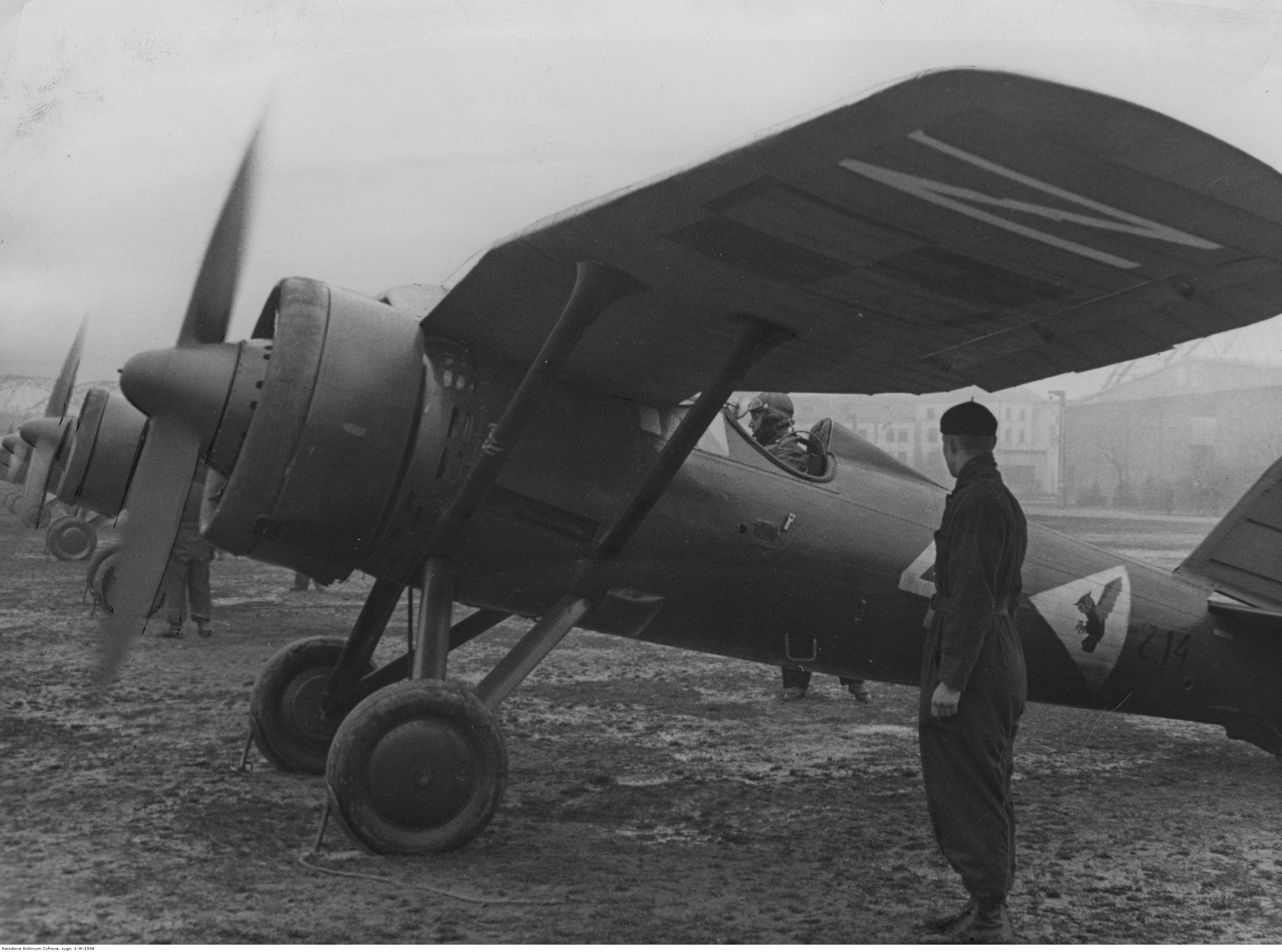
PZL P.11c de escuadrón de caza

Al estallar la Segunda Guerra Mundial, el 1 de septiembre de 1939, la Fuerza Aérea Polaca tenía 109 PZL P.11c, 20 P.11a y 30 P.7a en unidades de combate. Otras 43 aeronaves P.11c estaban en reserva o en reparación. Solo un tercio de los P.11c estaba armado con cuatro ametralladoras, el resto solo tenía dos, y aún menos tenían equipo de radio. Los P.11 estaban en servicio en doce escuadrones, cada uno con diez aviones (dos escuadrones constituían un grupo, en polaco : dywizjon ). Dos grupos, cuatro escuadrones, estaban en la Brigada de Persecución desplegada alrededor de Varsovia, y el resto se asignó a varios ejércitos. Todos ellos participaron en la defensa de Polonia en 1939. Además de las unidades de combate, varios P.11, incluido un prototipo P.11g, se usaron en unidades improvisadas en bases aéreas.
Para el 1 de septiembre de 1939, los escuadrones de combate habían sido desplegados en remotos aeródromos improvisados y, por lo tanto, estaban protegidos del ataque aéreo alemán contra el suelo. El P.11 se enfrentaría a los bombarderos y cazas alemanes más modernos, no solo los Messerschmitt Bf 109 y Bf 110 eran más rápidos y estaban mejor armados, sino que la mayoría de los bombarderos alemanes también lo eran. Como los cazas P.11 habían visto años de uso intensivo antes de la guerra, su velocidad máxima era incluso inferior a los teóricos 375 km/h. Los P.11a estaban en condiciones aún peores. Además, dado su pequeño número significaba que rara vez se llevaban a cabo misiones de grupos de más de veinte aeronaves, y las máquinas de reserva eran casi inexistentes.
Por otro lado, el caza polaco presentaba mejor maniobrabilidad que sus homólogos alemanes, y como beneficio de su diseño, una mejor visibilidad desde la cabina. El P.11 también tenía una construcción duradera y una buena velocidad de ascenso, y podía despegar desde aeródromos con pistas cortas, incluso de la variedad áspera e improvisada. También podía picar hasta los 600 km/h sin riesgo de que las alas se rompieran. Teóricamente, el único límite en maniobras fue la capacidad del piloto para mantener altas fuerzas g. A pesar de la superioridad alemana, el P.11 logró derribar un número considerable de aviones alemanes, incluidos los cazas, pero también sufrió grandes pérdidas. Los números exactos no están completamente verificados. Un total de 285 aviones alemanes se perdieron de acuerdo con los registros de la Luftwaffe, con al menos 110 victorias acreditadas al P.11 por la pérdida de aproximadamente 100 propios. Algunos de los aviones alemanes derribados fueron recuperados y puestos nuevamente en servicio. Esto permitió a la propaganda alemana reclamar menores pérdidas en combate.
En la madrugada del 1 de septiembre, el capitán Mieczysław Medwecki volando un PZL P.11c fue derribado por el Rottenführer (líder del par) leutnant Frank Neubert de I. / StG 2 (Stuka), teniendo el dudoso honor de convertirse en el primer avión derribado en la Segunda Guerra Mundial. La primera victoria aérea polaca, el derribo de un Junkers Ju 87 , fue lograda 20 minutos más tarde por el piloto Władysław Gnyś , quien luego derribó un par de Dornier Do 17 con su P.11c. El P.11c también fue el primer avión en embestir con éxito un avión enemigo en la Segunda Guerra Mundial. La primera gran batalla aérea de la guerra tuvo lugar en la madrugada del 1 de septiembre sobre la aldea de Nieporęt justo al norte de Varsovia, cuando un grupo de bombarderos alemanes de aproximadamente setenta Heinkel He 111 y Dornier Do 17 fue interceptado por unos veinte P.11 y diez P.7, y tuvieron que abandonar sin realizar su misión sobre Varsovia.
La mayoría de los P.11 fueron destruidos en 1939, aunque, en los días finales del conflicto treinta y seis fueron trasladados en vuelo a Rumanía donde fueron retenidos e utilizados más tarde por la Fuerza Aérea rumana. Debido a su obsolescencia, estos veteranos cazas no fueron utilizados en combate; solo un pequeño número se usó para entrenamiento mientras que el resto fue desmantelado para obtener piezas de repuesto. Se ha alegado que algunos aviones fueron capturados y los alemanes los usaron de forma limitada. Un par de P.11 fueron capturados por el Ejército Rojo siendo probados y evaluados. Uno aterrizó en Hungría (cerca de la ciudad de Hajdúböszörmény ) y se utilizó como remolcador de planeadores por la Universidad de Tecnología de Budapest.

## Versiones

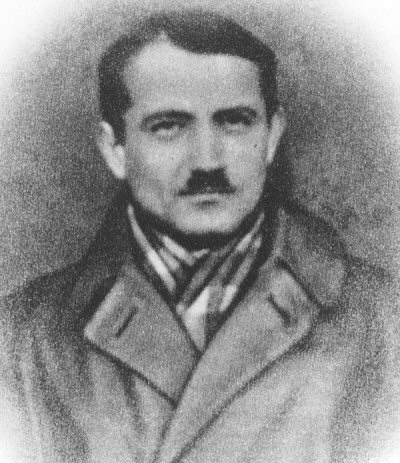
Zygmunt Puławski creador del P.11

P.11/I
primer prototipo del caza P.11, con una potencia de 384 kW (515 hp) Gnome-Rhône Jupiter IX ASb
P.11/II
segundo prototipo del caza P.11, propulsado por un Bristol Mercury IVA de 395 kW (530 hp) en una carena de cuerda larga. Utilizado para pruebas comparativas de hélices de paso fijo Letov Kbely, Bristol, Ratier, Szomański y Chauvière, logrando una mejor velocidad de 346 km/h a 4.000 m con la Chauvière
P.11a
versión inicial de producción para la Lotnictwo Wojskowe (Fuerza Aérea Polaca), motor Bristol Mercury IVA de 510 hp fabricado por Škoda (30 ejemplares)
P.11b
cincuenta aviones ordenados por el gobierno rumano) motor Gnome-Rhône 9K Mistral
P.11c
variante principal de producción con mejoras; motores Mercury V de 546 hp fabricados por Skoda y Mercury VIS.2 de 605 hp fabricados por P.Z.L. (175 ejemplares en total)
P.11d
para las fuerzas aéreas de la armada
P.11f
variante del P.11C construido bajo licencia en Rumanía por I.A.R. con motor I.A.R. AR 9KIc40 (Gnome et Rhône 9Kers construido bajo licencia) de 443,7 kW (595 hp)
P.11g Kobuz
Desarrollado a partir del P.11c como un espacio intermedio a la espera de los cazas PZL P.50 Jastrząb retrasados por la falta de entrega de los motores Gnome et Rhône 14N21 y Bristol Taurus. Se refuerza la estructura para absorber la potencia del Bristol Mercury VIII de 626,37 kW (840 hp). Estaba provisto de una cabina cerrada y cuatro ametralladoras KM wz. 36 de 7.92 mm. El prototipo voló por primera vez el 15 de agosto de 1939, menos de un mes antes de la invasión alemana, forzando el abandono del programa

## Curiosidades
Existe un solo PZL P.11c en el mundo. Perfectamente restaurado y con las insignias del 122 Escuadrón del 2.º Regimiento Aéreo del ejército polaco, se exhibe en el Muzeum Lotnictwa Polskiego (Museo Aéreo Nacional) en Cracovia. 

## Especificaciones técnicas (P.11c)

### Características generales
- Tripulación: 1
- Longitud: 7,55m
- Envergadura: 10,72 m
- Altura: 2,85 m
- Superficie alar: 17,9 m²
- Peso vacío: 1147 kg
- Peso máximo al despegue: 1630 kg
- Planta motriz:  radial de 9 cilindros en estrella simple refrigerado por aire Bristol Mercury V o Mercury VIS.2.
  - Potencia: 560 o 645 CV cada uno.
- Hélices: 1× bipala de madera Szomański 1935 por motor.
- Diámetro de la hélice: 3,00 m

### Rendimiento
- Velocidad máxima operativa (Vno): 503 o 550 km/h
- Alcance: 700 km
- Techo de vuelo: 8000 m
- Régimen de ascenso: 14,5 m/s

### Armamento
- Ametralladoras: 

  - 2x Browning de 7,92 mm ó
  - 4x KM Wz.36 de 7,92 mm
- Bombas: 

  - 2 de 50 kg

## Aeronaves similares por cometido y época
- Aero A.102
- Boeing XP-15
- Dewoitine D.27
- Focke-Wulf Fw 159
- Nieuport-Delage NiD 42
- PWS-10
- PZL P.6/P.7